# Аллегре, Ив
Ив Аллегре́ (фр. Yves Allégret, пользовался также псевдонимом Ив Шамплейн; 13 октября 1905, Аньер-сюр-Сен, — 31 января 1987, Париж) — французский кинорежиссёр и сценарист.

## Биография
Родился в семье пастора Эли Аллегре (1865—1940), младший брат кинорежиссёра Марка Аллегре. В кино с 1929, начинал ассистентом режиссёров Жана Ренуара, Аугусто Дженины и своего брата Марка. Некоторое время был связан с троцкистами, входил в состав «синеблузной» группы «Октябрь», с которой в 1933 гастролировал в СССР. В 1932 снял короткометражный документальный фильм «Тенерифе», снимал также совместно с  Ораншем рекламные фильмы. Свою первую полнометражную ленту — «Ангел Тоби» (фр. Tobie est un ange) Ив Аллегре снял в 1941 году, но эта лента погибла во время пожара. В 1942 он под псевдонимом Ив Шамплейн (чтобы его не путали с братом) снял фильм «Двое робких» (фр. Les Deux Timides).
Полноценная режиссёрская карьера Аллегре началась лишь после Второй мировой войны, в 1946 году, когда он снял картину «Демоны зари» (Les demons de l'aube), прославлявшую подвиги французских десантников во время второй мировой войны. Следующие фильмы режиссёра — «Деде из Антверпена» (Dédée d'Anvers, 1948), «Такой прелестный маленький пляж» (Une Si Jolie Petite Plage, 1949), «Проделки» (Maneges, 1950) — изображали одиноких людей, переживающих трагический разлад с жестокой действительностью. Затем в творчестве И.Аллегре усиливаются социальные и гуманистические мотивы. В фильме «Чудеса случаются только раз» (Les miracles n"ont lieu qu"une fois, 1951) показана связь личной драмы героев с общей драмой войны, в фильме «Кожаный нос» (Nez de cuir, 1951) осуждается лицемерное отношение общества к молодежи. В 1953 году Аллегре поставил в Мексике (по роману Альбера Камю «Чума») фильм «Горделивые» (Les orgueilleux, 1953) — о спившемся враче, которому любовь и сочувствие к бедам простых людей помогают справиться с недугом. В фильмах «Лучшая доля» (La meilleure part, 1956) и «Жерминаль» по Э. Золя (Germinal, 1963) звучит тема солидарности людей труда.
В 1956 году друг Аллегре актёр Жан-Клод Бриали познакомил его с Аленом Делоном, который собирался уехать по контракту в Голливуд, но Аллегре уговорил Делона начать актёрскую карьеру на родине, предложив ему небольшую роль в своём новом фильме Когда вмешивается  женщина. По поводу кандидатуры Делона у Аллегре возник конфликт с продюсерами фильма: продюсеры картины отдавали предпочтение популярному в те годы Анри Видалю, Аллегре же хотел снимать Делона. Конфликт в конечном счёте разрешила исполнительница главной роли, Эдвиж Фейер. Посмотрев пробы будущего актёра, она сумела убедить продюсеров в том, что в Делоне есть «нечто большее, чем обещала его безупречная внешность», и Делон был утверждён.
И. Аллегре снимал также фильмы популярных жанров: «Мадемуазель Нитуш» (Mam"zelle Nitouche, 1954), «Оазис» (Oasis, 1954), «Джонни Банко» (Johnny Banco-geliebter Taugenichts, 1967), «Не кусайся, тебя любят» (Mords pas on t"aime, 1976). В 1979—1981 гг. поставил несколько эпизодов телесериала «Расследования комиссара Мегрэ».

## Личная жизнь
Ив Аллегре был женат на Рене Навье (развод), в этом браке у него был сын, Жиль Аллегре (1936—1955), который начал сниматься в кино под псевдонимом Жиль Галлион, погиб в 1955 году в автокатастрофе.
С 1944 по 1949 годы Ив Аллегре был женат на Симоне Синьоре, в этом браке у них родилась дочь, Катрин Аллегре, которая также стала киноактрисой.
Последняя жена Ива Аллегре — актриса Мишель Корду (1920—1987), снималась в нескольких его фильмах, в том числе «Горделивые» (1953). Ив Аллегре и Мишель Корду похоронены вместе в Жуар-Поншартен (в департаменте Ивелин близ Парижа), где они жили.

## Фильмография
- 1931 — Мадемуазель Нитуш / Mam’zelle Nitouche (фр., режиссёр Марк Аллегре) — ассистент режиссёра
- 1932 — Фантомас / Fantômas (режиссёр Пал Фе́йош) — ассистент режиссёра
- 1932 — Fanny (режиссёр Марк Аллегре) — ассистент режиссёра
- 1935 — Les Beaux Jours (режиссёр Марк Аллегре) — ассистент режиссёра
- 1936 — Partie de campagne (режиссёр Жан Ренуар) — ассистент режиссёра
- 1941 — Ангел Тоби / Tobie Est Un Ange — режиссёр
- 1942 — Двое робких / Les Deux Timides — режиссёр
- 1945 — La Boite Aux Reves — режиссёр, соавтор сценария
- 1946 — Une Partie De Campagne Assistant — режиссёр
- 1946 — Демоны зари / Les Demons De L'Aube — режиссёр
- 1948 — Деде из Антверпена / Dédée / Dédée d'Anvers — режиссёр, соавтор сценария
- 1949 — Такой прелестный маленький пляж / Une Si Jolie Petite Plage — режиссёр
- 1950 — Проделки / Maneges — режиссёр
- 1951 — Чудеса случаются только раз / Les Miracles N'Ont Lieu Qu'Une Fois — режиссёр
- 1951 — Кожаный нос / Nez De Cuir — режиссёр, соавтор сценария
- 1952 — La Jeune Folle — режиссёр
- 1952 — Les Sept Peches Capitaux — режиссёр
- 1953 — Горделивые / Les Orgueilleux — режиссёр, соавтор сценария
- 1954 — Мадемуазель Нитуш / Mam'Zelle Nitouche — режиссёр, соавтор сценария
- 1954 — Оазис / Oasis — режиссёр
- 1955 — School For Love   — режиссёр
- 1956 — Лучшие годы / La Meilleure Part — режиссёр, соавтор сценария
- 1957 — Когда вмешивается женщина / Quand La Femme S'En Mele — режиссёр
- 1957 — Берегитесь, девочки! / Mefiez-Vous Fillettes — режиссёр
- 1958 — Дочь Гамбурга / La Fille De Hambourg — режиссёр, соавтор сценария
- 1959 — L'Ambitieuse — режиссёр
- 1960 — Собачий пикник / La Chien De Pique — режиссёр, соавтор сценария
- 1962 — Konga Yo — режиссёр, соавтор сценария
- 1963 — Жерминаль / Germinal — режиссёр
- 1967 — Johnny Banco—Geliebter Taugenichts — режиссёр, сценарист
- 1970 — L'Invasion — режиссёр
- 1975 — Orzowei — режиссёр
- 1976 — Не кусайся, тебя любят / Mords Pas On T"Aime — режиссёр, соавтор сценария.
- 1979 — Мегрэ и маньяк из Бержерака / Maigret et le fou de Bergerac (42-й эпизод телесериала «Расследования комиссара Мегрэ») — режиссёр
- 1979 — Мегрэ и осведомитель / Maigret et l'indicateur (43-й эпизод телесериала «Расследования комиссара Мегрэ») — режиссёр
- 1981 — Повесившийся на вратах Сен-Фольена / Le Pendu de Saint-Pholien (48-й эпизод телесериала «Расследования комиссара Мегрэ») — режиссёр
- 1981 — Признания Мегрэ / Une confidence de Maigret (50-й эпизод телесериала «Расследования комиссара Мегрэ») — режиссёр